# 時代 (電影)
《時代》是一套於2020年拍攝的香港電影，以2019年6月發生的一連串社會運動作背景，由楊明、莊思明、莊思敏等主演，內容講述「外國勢力」致香港社會衝突，要靠《港區國安法》令香港「恢復秩序」。電影由時代電影有限公司拍攝。由於電影故事對《港區國安法》作出明確支持、多名主要演員被視為親中派支持者，故此有網民及媒體將電影喻作「港版抗日神劇」、「港版《建國大業》」。
惟至今仍未見過電影公映過。

## 演員
- 楊明︰警察[3]
- 莊思明︰見習記者[3]
- 許芯悅[4]
- 莊思敏：雜誌社老闆
- 曹永廉
- 李霖恩
- 翟俊朗
- 喬寶寶
- 布偉傑
- 林偉
- 湯沛宜

另外，曹永廉與莊思敏角色為兩兄妹。

## 記事及爭議
電影不論是主演的演員或劇本本身，都帶有強烈親中色彩，莊思敏於接受訪問時亦坦言，某程度上這都是一種表態，另一演員曹永廉則聲稱想帶出「較正常的想法」。導演翟艾頓亦同意題材較敏感，並會在人流較少的地方拍攝，但又指劇情不是集中討論這場社會運動，只是將重點放在事件如何影響親情、友情、工作的方面。

### 拍攝活动被指違反限聚令
於2020年7月一次拍攝活動中，半百演員及工作人員於招待傳媒訪問及拜神儀式期間，眾多人均未有戴口罩，被指違反2019冠狀病毒病限聚令。現場有路過街坊向電影工作人員及演員要求戴口罩，但他們和在場警察均未有理會，有網民懷疑警察有意包庇相同政治立場之人士。

### 許芯悅哭訴莊思明攻擊
許芯悅於電影中和楊明飾演情侶，拍攝時要拖手兼挨心口，許指控楊明的女友莊思明場場戲都「近距離監視」，自己被其氣場「嚇窒」，事件被報道後更有人要求許不要說話。許又說很害怕再被人身攻擊和詛咒，人與人之間要互相尊重，有錢比非高人一等。其後，莊思明揶揄對方是「小丑」，博取見報。

### 電影獲江湖人士旗下公司贊助
《立場新聞》調查發現該電影由外號「崩牙駒」的社團人士尹國駒旗下的馬來西亞上市公司INIX贊助，而該公司其中一名獨立非執董就是近年活躍於娛樂事務、綽號「沙田Me」的翟浩琛。而因為《港區國安法》被逼流亡海外的立法會前議員羅冠聰則在社交媒體批評該電影的質素，指「台前幕後完全係業餘水平，打個燈都有三重殘影」，並懷疑拍攝這電影之目的為洗黑錢。
2020年10月21日，《時代》的電影公司「時代電影製作公司」發出聲明，否認公司持有人及電影投資者為翟浩琛及尹國駒，但聲明中則未有交代為何預告片出現「INIX」公司標誌。

### 網民對預告片反應及上映安排
10月中旬，該電影發佈預告片，見到「9月7日上映」的字眼，但未見該片上畫。亦有網民評擊電影《時代》質素極低、畫質差、有頭沒尾等。
在10月21日，有網民發現電影《時代》的社交網站內，寫上「《時代》將於2020年11月6日起於Cinema City旗下各大戲院放映」；可是在凌晨4點，Cinema City就發表聲明指沒有為電影《時代》安排任何放映場次，並強調「一切其他網上的謠言和虛假訊息皆與本公司無關」。
面對上映安排被否定，製作公司回覆傳媒時，指由於電影題材敏感，受到發行商、戲院以及各方面不同政見原因帶來阻滯。投資方亦打算「重金投資」包場戲院，最終會找到「合適方法及渠道」，令電影能夠上映。